# Gwardia Narodowa (Francja)
Gwardia Narodowa (fr. La Garde nationale) – pierwotnie milicja obywatelska utworzona w okresie rewolucji francuskiej w 1789 r. do ochrony zdobyczy rewolucji, następnie przekształcona w formację o charakterze obrony terytorialnej. Rozwiązana w 1872 r. po stłumieniu przez wojska rządowe Komuny Paryskiej (po stronie której stanęli gwardziści). W 2016 r. po serii zamachów terrorystycznych Gwardia Narodowa została reaktywowana przez rząd jako jeden z rodzajów Francuskich Sił Zbrojnych. 

## Historia

### Rewolucja francuska

Gwardziści eskortujący aresztowanych rojalistów w trakcie rewolucji

Gwardia Narodowa powstała w czasie Rewolucji Francuskiej natychmiast po zdobyciu Bastylii w 1789, początkowo tylko na terenie Paryża, dopiero później w całym kraju. Składała się z samych ochotników. Od roku 1790 została podporządkowana władzom miejskim. Każdy batalion gwardii od 1791 roku liczył 568 osób, a dowódcy (od stopnia kaprala do pułkownika) byli obierani w drodze głosowania wszystkich żołnierzy, np. porucznik 4 regimentu artylerii Napoleon Bonaparte po porzuceniu wojska, w gwardii został wybrany pułkownikiem 1 batalionu ochotników z Korsyki. W 1792 w sytuacji klęsk militarnych i realnej groźby inwazji ze strony Prus, księcia Brunszwiku i emigrantów księcia Condé, Zgromadzenie Narodowe ogłosiło zagrożenie bytu państwowego i zmobilizowało 50 000 ludzi, w większości gwardzistów, a później po upadku twierdz Longwy i Verdun następne 30 000. Każdy gwardzista miał obowiązek umundurować i wyekwipować się na własny koszt, co wyeliminowało biedotę z jej szeregów.

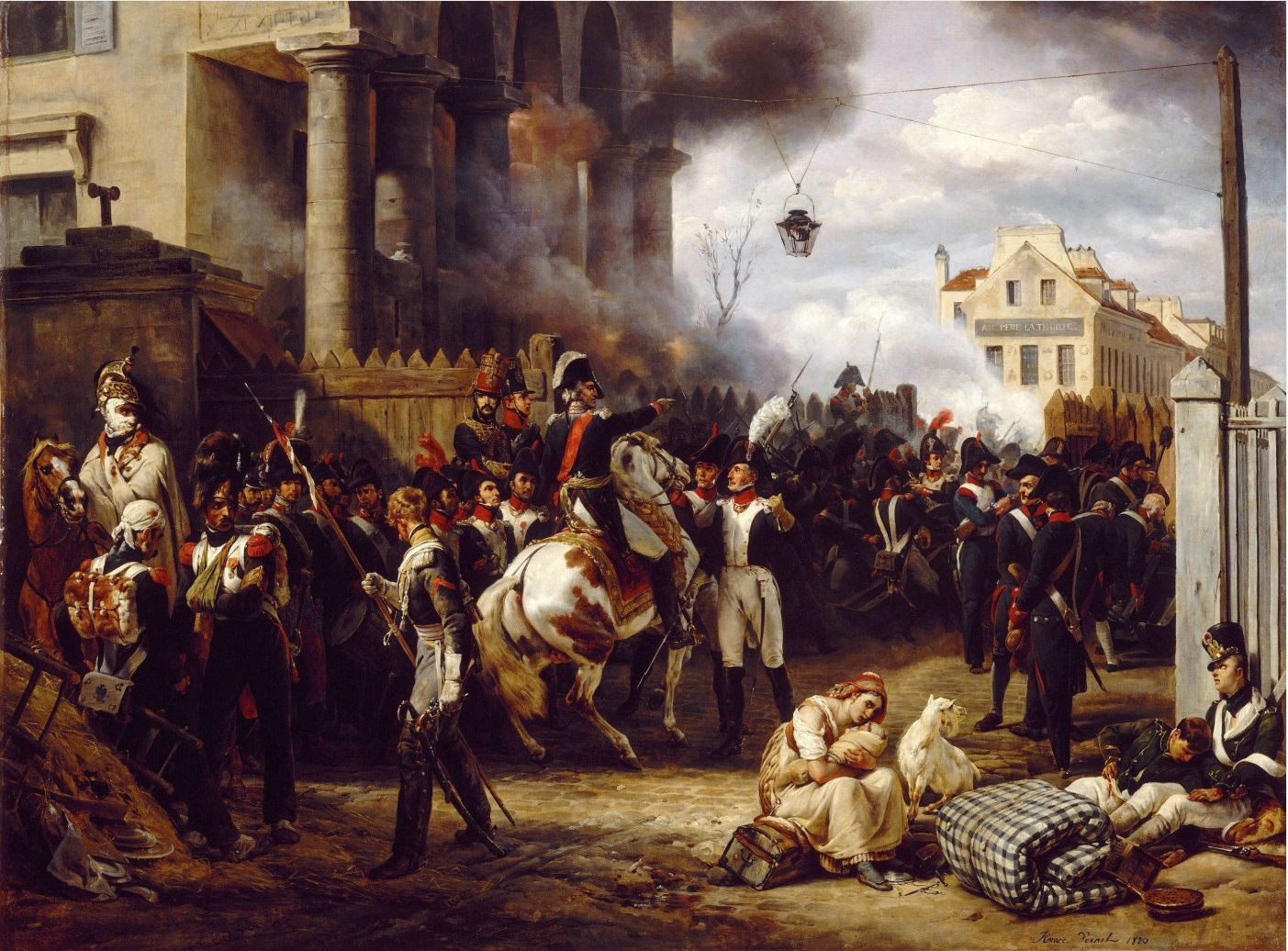
Gwardziści podczas obrony Paryża, 1814 r.

Pod koniec marca 1814 upadło I Cesarstwo Francuskie. Armie europejskie stały u bram Paryża. Odcinek od Cichy do Nuilly broniony był przez 70 000 gwardzistów. Słabo uzbrojone i nieprzeszkolone jednostki stawiały zacięty opór atakującym ten odcinek Rosjanom. Skapitulowały 30 marca 1814.

### Rewolucja lipcowa

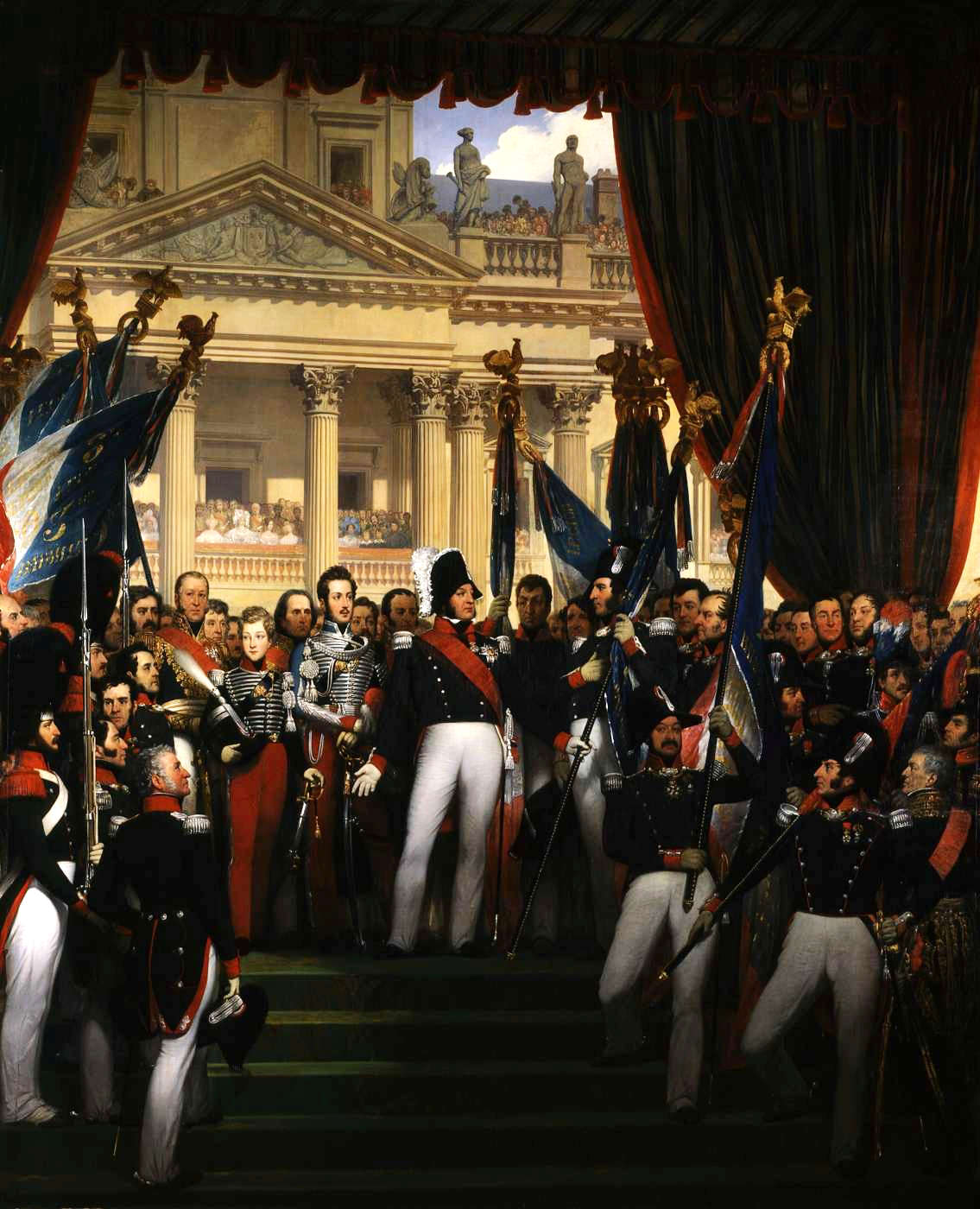
Ludwik Filip I wręcza sztandar Gwardii Narodowej Paryża, 1830

Gwardia Narodowa została rozwiązana przez króla Karola X w 1827. Spontanicznie odbudowana w czasie rewolucji 1830. Król Ludwik Filip I poparł jej istnienie i 29 sierpnia 1830 wręczył sztandar Gwardii Narodowej Paryża. 29 sierpnia stał się świętem Gwardii.
W listopadzie 1831 Gwardia Narodowa wspólnie z wojskiem tłumiła bunty i wystąpienia rzemieślników w Lyonie. Scenariusz powtórzył się w kwietniu 1834.

### Gwardia Narodowa w okresie II Republiki
II Republika Francuska starała się po raz kolejny uporządkować status prawny Gwardii Narodowej. Podstawą prawną działalności Gwardii Narodowej stała się ustawa parlamentu II Republiki z dnia 13 czerwca 1851. Gwardia Narodowa jest określona jako organizacja terytorialna. Każdy z departamentów formował jeden lub kilka legionów, składających się z batalionów organizowanych w poszczególnych kantonach. Cała formacja podlegała Ministrowi Spraw Wewnętrznych. Gwardii Narodowej przydzielono następujące zadania:
1. Służba porządkowa na terenie macierzystego kantonu.
2. Służba poza kantonem w ramach tworzonych na potrzeby chwili jednostek.
3. Obowiązek mobilizacyjny mający na celu stworzenie w wypadku zagrożenia armii rezerwowej – armii drugiej linii.

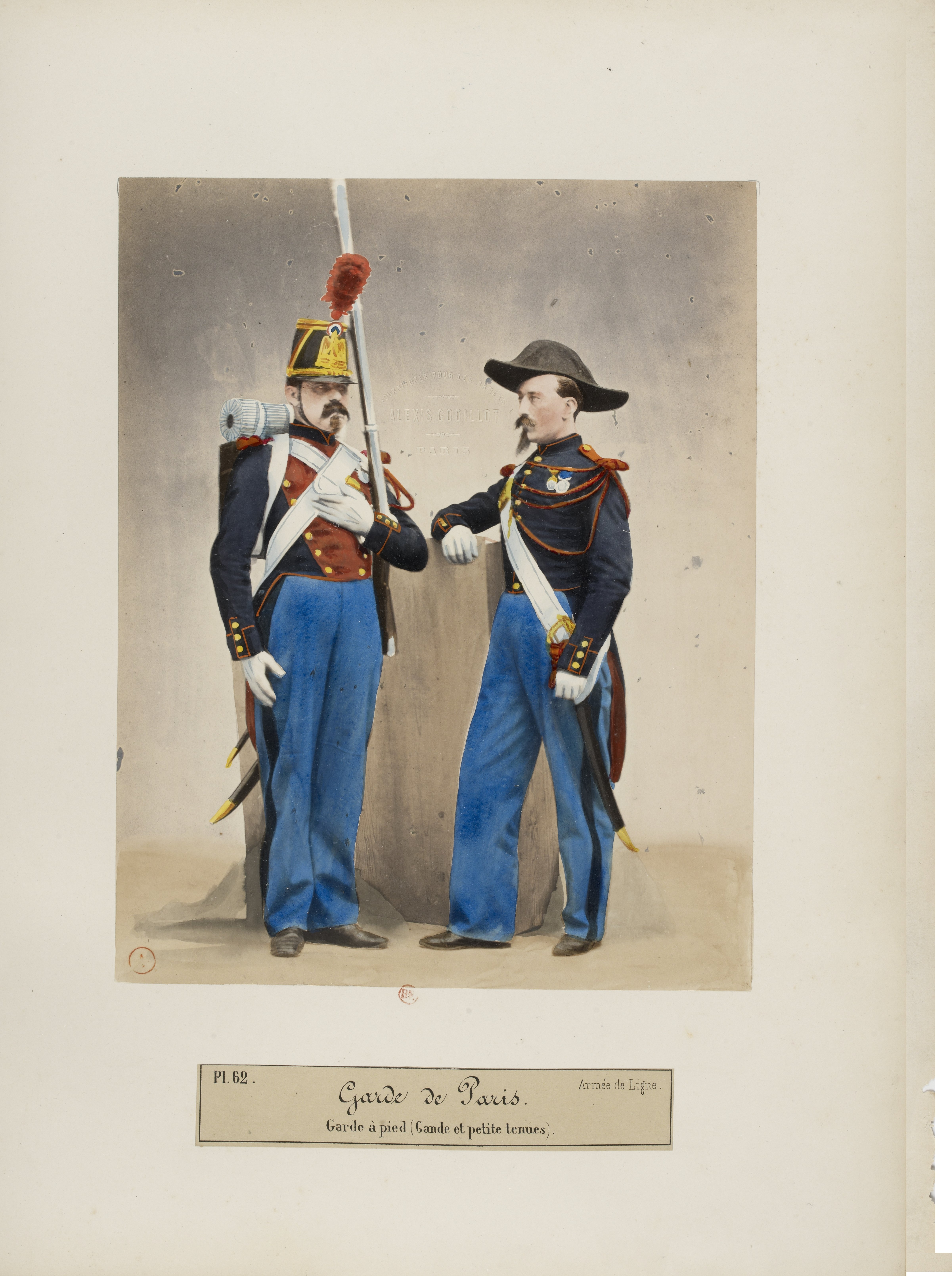
Gwardziści w 1866 r.

Służbie w Gwardii Narodowej podlegali teoretycznie wszyscy obywatele francuscy w wieku od 20 do 50 lat, z wyłączeniem osób odbywających służbę wojskową. Można było uzyskać zwolnienie ze służby "z ważnych powodów publicznych". Ponieważ ustawa nie precyzowała o jakie powody chodzi, powszechnie nadużywano tego punktu jako pretekstu do unikania służby.
Kadrę dowódczą starano się zapewnić angażując oficerów armii francuskiej bez przydziałów służbowych i oficerów w stanie spoczynku. Nominacje na stopnie podoficerskie i niższe stopnie oficerskie przeprowadzano w batalionach po wyborach na te stopnie. W wyborach uczestniczyli wszyscy członkowie danego batalionu. Oficerowie wyżsi – dowódcy batalionów i legionów byli wybierani przez wszystkich oficerów danej jednostki.
Każdy gwardzista miał obowiązek samodzielnego nabycia munduru i wyposażenia – tylko w wyjątkowych wypadkach mógł skorzystać z magazynów wojskowych. Broń palną wydawano tylko do ćwiczeń. Ten bardzo anarchistyczny system nie sprawdził się i już w 1852 parlament zmodyfikował ustawę. Departamenty miały obowiązek formowania jednostek sapersko-strażackich (sapeurs-pompiers) wyposażonych w broń palną i to one miały być szkieletem Gwardii Narodowej. Władze poszczególnych departamentów podejmowały decyzje o uzupełnieniu tych jednostek o kompanie, bataliony i legiony Gwardii. Prezydent Republiki mianował oficerów wszystkich stopni, zaś szefowie batalionów nominowali kadrę podoficerską.
Powołani do służby w Gwardii mogli być wszyscy mężczyźni – obywatele francuscy zdolni do noszenia broni w wieku od 25 do 50 lat, ale to rząd poprzez prefektów poszczególnych departamentów decydował o liczebności Gwardii Narodowej. Całość, tak jak poprzednio podlegała Ministrowi Spraw Wewnętrznych. Reforma miała ukrócić anarchię w nadawaniu stopni oficerskich i tworzeniu niepotrzebnych jednostek. Miało to ograniczyć wydatki i stworzyć sprawne, zdolne do rozbudowy jednostki szkieletowe na bazie korpusów sapersko-strażackich.

### Gwardia Narodowa Zmobilizowana

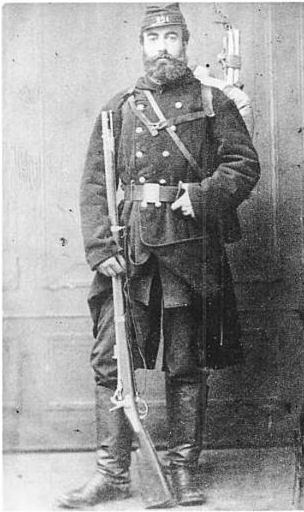
Żołnierz Gwardii Narodowej wyposażony w karabin Tabatière, ok. 1870

W obliczu spodziewanego konfliktu z Prusami (wojna francusko-pruska 1870) zdecydowano się przeprowadzić mobilizację. W ten sposób w 1868 powstała po raz kolejny Gwardia Narodowa Zmobilizowana (Garde Nationale Mobilisé). Jej żołnierzy nazywano "mobiles" w liczbie mnogiej lub też "mobil" w liczbie pojedynczej (spowodowało to powstanie polskiego, powszechnie używanego tłumaczenia jako Gwardia Narodowa Ruchoma, niefortunnego ponieważ mimo że różne cechy można przypisać tym jednostkom, to akurat nie mobilność – słabo wyposażone i przeszkolone jednostki były przywiązane do swoich kantonów).
Formacje Gwardii Narodowej były kopiowane w wielu krajach Europy, również w Polsce. Podstawą prawną powstania tej formacji była ustawa z 1852. Mobilizacja przebiegała opornie i jednostki z trudem osiągały zdolność bojową. Najlepiej przedstawiała się sytuacja w departamencie de la Seine, gdzie na bazie kompanii sapersko-strażackich sformowano 51 batalionów Gwardii Narodowej Zmobilizowanej. Kapitulacja wojsk francuskich w obozach Metz i Sedan, wzięcie do niewoli cesarza i głównodowodzącego spowodowało, że na Gwardię Narodową spadła olbrzymia część obowiązków związanych z obroną kraju.

### Gwardia Narodowa Terytorialna
12 sierpnia 1870 w związku z zagrożeniem Paryża parlament podjął uchwałę o powstaniu Gwardii Narodowej Terytorialnej (Garde Nationale Sédentaire). Podstawą prawną była pełna wad ustawa z 1851. Mieli służyć w niej mieszkańcy zagrożonych miejscowości – w tym wypadku Paryża. To ta formacja stała się główną siłą Komuny Paryskiej. Gwardia Narodowa weszła w wojnę praktycznie nieprzygotowana. Broń dostarczano do jednostek już w czasie działań wojennych. Nie było czasu na zapoznanie się żołnierzy z jej obsługą. Po wielu wcześniejszych odmowach wyposażenia tych jednostek w nowoczesne karabiny Chassepot, obecnie dostarczano im kupowane w Stanach Zjednoczonych jeszcze nowocześniejsze karabinki Remington i Winchester, nie spełniające jednak roli karabinu piechoty (długość, brak bagnetu). O stopniu wyszkolenia może świadczyć rozkaz generała Chanzy dowódcy 2. armii Loary, który przed bitwą pod Le Mans zdecydował się poświęcić pewną ilość amunicji, aby każdy gwardzista mógł przynajmniej raz wystrzelić na próbę z posiadanej przez siebie broni. Mimo to gwardziści dawali wielokrotnie wyraz determinacji walcząc z poświęceniem z przeciwnikiem.

### Gwardia Narodowa w okresie III Republiki

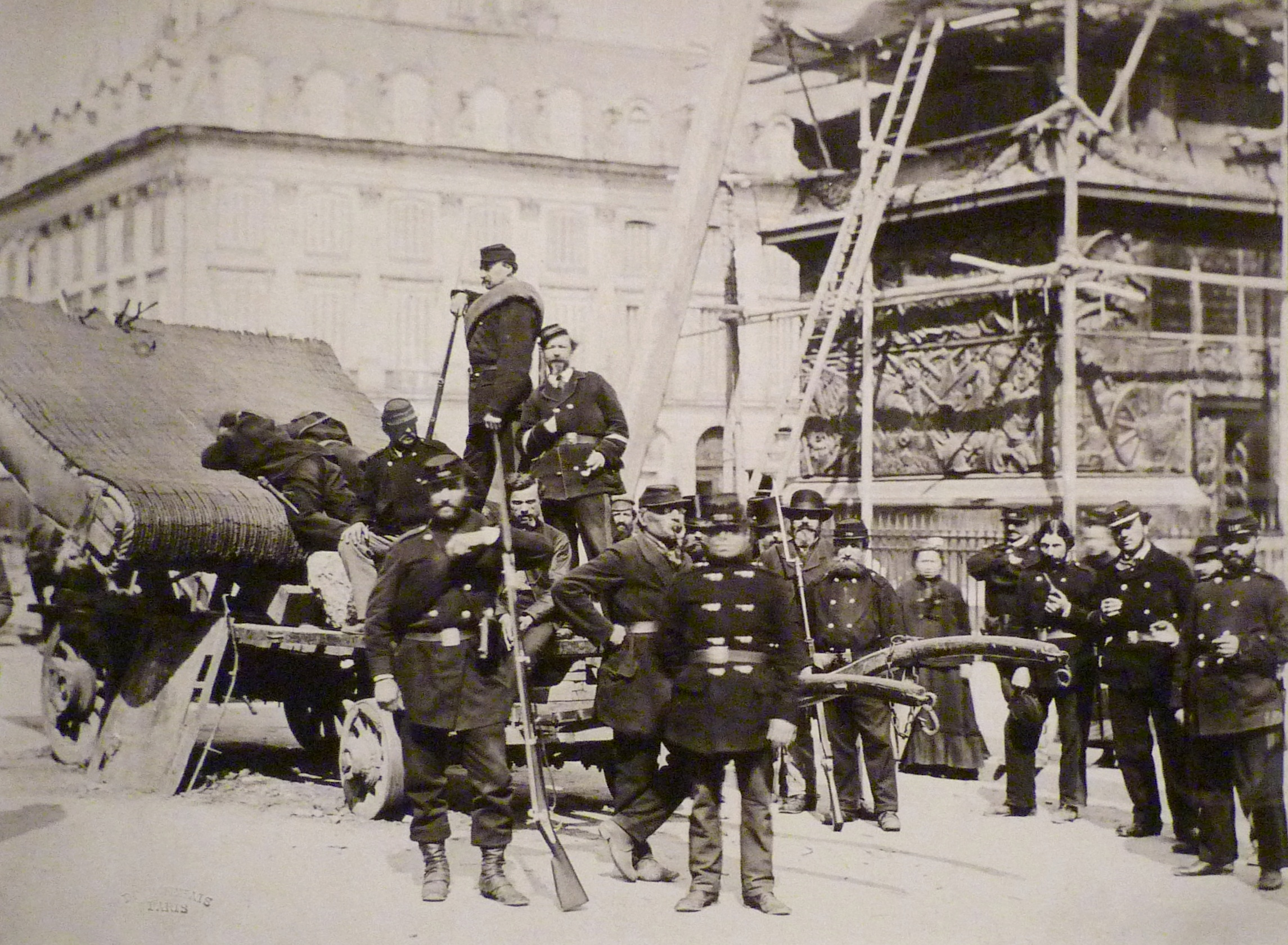
Żołnierze Gwardii Narodowej przy obalonej Kolumnie Vendôme w trakcie Komuny paryskiej, 1871

W marcu 1871 w oblężonym przez Prusaków Paryżu została proklamowana Komuna Paryska. Władze III Republiki nie uznały jej legalności.
Pod koniec maja 1871 wojska francuskie dowodzone przez marszałka Mac-Mahon i generała Galliffet wkroczyły do Paryża topiąc Komunę we krwi. Na żołnierzy Gwardii Narodowej – głównej siły zbrojnej Komuny Paryskiej spadły represje. Tych, którym udowodniono udział w walkach skazywano na karę śmierci, wieloletnie więzienia i deportacje do obozów pracy przymusowej w Nowej Kaledonii czy też Gujanie.
Ostatecznie w 1872 Zgromadzenie Narodowe rozwiązało Gwardię Narodową, wprowadzając jednocześnie obowiązek 5-letniej służby wojskowej.

## Współczesność
W 2016 roku w odpowiedzi na falę zamachów terrorystycznych przeprowadzonych przez Państwo Islamskie, ówczesny prezydent Francji François Hollande ogłosił reaktywowanie ochotniczej Gwardii Narodowej. Do 2018 roku ma ona liczyć 84 tys. żołnierzy. Nowa Gwardia Narodowa została zbudowana na bazie istniejących już korpusów rezerwy różnych formacji: policji, żandarmerii, sił lądowych, sił powietrznych i marynarki wojennej. Sposób użycia nowej formacji zależy od sztabu armii. Podstawowym zadaniem nowej formacji jest wsparcie służb odpowiedzialnym za porządek i bezpieczeństwo w kraju w patrolowaniu ulic i w zabezpieczeniu imprez masowych.
- Gwardia Narodowa składa się z:[5][6]
  - Sztab Generalny Sił Zbrojnych (Etat-major des armées, EMA)
  - Szef Sztabu Generalnego Sił Zbrojnych (Chef d'état-major des armées, CEMA)
  - Generalna dyrekcja ds. Uzbrojenia (Direction générale de l'Armement, DGA)
  - Generalny sekretariat ds. administracji (Secrétariat général pour l'administration, SGA)
  - Wojskowa Służba Zdrowia (Service de santé des armées, Santé)
  - (Service des essences des armées, Essences)
  - Najwyższa Rada Wojskowej Służby Wewnętrznej (Conseil supérieur de la fonction militaire, CSFM)
  - Delegacja do spraw strategicznych (Délégation aux affaires stratégiques, DAS)
  - Delegacja do spraw informacji i komunikacji obrony (Délégation à l'information et à la communication de la défense, DICoD)
  - Generalna kontrola sił zbrojnych (Contrôle général des armées, CGA)
  - Generalna dyrekcja ds. bezpieczeństwa zewnętrznego (Direction générale de la sécurité extérieure, DGSE)
  - Direction de la Protection et de la Sécurité de la Défense (DPSD)
  - Direction du Renseignement Militaire (DRM)
  - Conseil supérieur de la réserve militaire, Réserves
  - Conseil économique de la défense, CED
  - Commission armée-jeunesse, CAJ
  - Narodowy Urząd ds. weteranów i ofiar wojny (Office national des anciens combattants et victimes de guerre, ONAC)
  - (Établissement de communication et de production audiovisuelle de la défense ECPAD)
  - Edukacja na rzecz obrony (L'éducation à la défense, Éducàdéf)